# Masacre de El Valle
La Masacre de "El Valle" se conoce como un tiroteo ocurrido en El Barrio Cerro Grande de El Valle, en Caracas, donde fueron asesinados diez hombres por presunto control del barrio donde residían, durante los hechos las víctimas trataron de huir pero fueron masacrados con armas largas y granadas.

## Antecedentes
Durante el inicio del año 2016 las bandas criminales en Caracas comenzaron a consolidarse reforzándose de armas de alto calibre así como aumentando su tráfico de drogas. En la parroquia El Valle existían pugnas entre bandas rivales que controlaban el tráfico de drogas así como el secuestro en parte del sur de la capital venezolana, quienes fueron unificándose para combatir con mayor rigidez a las fuerzas policiales y militares.

## Sucesos
La noche del 20 al amanecer del 21 de marzo de 2016 las bandas "El Picure", "El Loco Leo" y "El Lucifer" se aliaron para acabar con la banda "Franklyn El menor" debido a que estos se negaron a unificar con el resto de las bandas para mayor combate contra las fuerzas de seguridad. Según testigos presentes en los hechos así como de vecinos; unos 150 hombres con Fusiles AR-15, AK-47, pistolas Glock, granadas y otros tipo de armas cortas tomaron los callejones del barrio "El 70" así como sus principales calles y arremetieron a disparos a las personas que se encontraban presentes, hiriendo a seis inocentes mientras seguían la toma del sector, más tarde los sujetos deciden acorralar a sus rivales en la parte alta del barrio "Cerro Grande" y al ubicar a "Franklyn El Menor" y su banda, procedieron a masacrar a los diez hombres, cuatro quedaron tendidos en el interior de una vivienda, mientras cuatro fueron localizados en la vía pública dos más son localizados en el interior de un callejón.

## Actuaciones policiales
Al día siguiente más de 200 funcionarios de la PNB, La GNB, el SEBIN y el CICPC tomaron el sector para rescatar los cuerpos de las víctimas así como para realizar varias redadas en busca de los responsables del hecho sin tener éxito alguno.

## Víctimas
- Franyer Isaac Abreu (17)
- José García (18)
- Franklyn el Menor (20)

Y otros siete sujetos desconocidos.
La Fiscalía del Ministerio Público se encargó de las investigaciones y halló culpables a las bandas antes mencionadas quienes para el momento de cometer la masacre tenían alrededor de 3000 hombres a sus órdenes.